# Quintanar de la Orden
Quintanar de la Orden es un municipio y localidad española de la provincia de Toledo, en la comunidad autónoma de Castilla-La Mancha. El término municipal cuenta con una población de 11 194 habitantes (INE 2024).

## Toponimia
El término Quintanar deriva del latín quintāna, quintana, que puede significar casa de labranza, cuyos residentes debían pagar por renta la quinta parte de lo producido, o plaza de los campamentos romanos, donde se vendían víveres. También podría estar relacionado con el término distancia, por estar a cinco millas de un determinado centro de comunicaciones. El término "de la Orden" se puso al pasar la población a la Orden de Santiago. 

## Geografía
Linda con los términos municipales de Los Hinojosos y Mota del Cuervo en la provincia de Cuenca y Villanueva de Alcardete, Corral de Almaguer, El Toboso, Miguel Esteban y La Puebla de Almoradiel en la de Toledo.
| Noroeste: Villanueva de Alcardete | Norte: Villanueva de Alcardete | Noreste: Villanueva de Alcardete |
| Oeste: La Puebla de Almoradiel    |                                | Este: Los Hinojosos, El Toboso   |
| Suroeste: Miguel Esteban          | Sur: Miguel Esteban            | Sureste: El Toboso               |

## Historia
El hallazgo de un hacha paleolítica podría deberse a un poblado prehistórico. También se han encontrado monedas romanas que demostrarían la existencia de la población en aquella época.
En la Edad Media era un caserío poblado por mozárabes toledanos. Tras la Reconquista, pasa a pertenecer a la Orden de Santiago, formando parte del Común de la Mancha en 1353, siendo su capital. En el siglo XVI, pasó a ser partido judicial de la comarca manchega.
Villa llamada inicialmente Quintanar de la Encina, en su término se ha encontrado el Ídolo del Pradillo, pequeña representación celtíbera. Por aquí estuvieron Viriato y sus lusitanos antes de atacar Segóbriga, ya que pasaba por ella la calzada romana que unía esta ciudad con Alces y Cóstulo. 
La repoblación del pequeño asentamiento musulmán fue a finales del siglo XII, por privilegios dados por la Orden de Santiago, desde Uclés.
Alfonso XI le dio la Carta de Privilegio en 1318, y su hijo bastardo Don Fadrique otorgó los Fueros en 1344 y fundó el Común de la Mancha del que Quintanar es su capital. La Orden de Santiago construye murallas de tapial, hasta tres iglesias sucesivas sobre el solar de la antigua mezquita y hospitales ya desaparecidos, pues solo se conserva la capilla del fundado por Pablo de Mota, La Ermitilla, actual sala de exposiciones municipal.
El rollo, situado ahora frente a la ermita de Santa Ana, indica que fue cabeza de Gobernación y Justicia Mayor. 

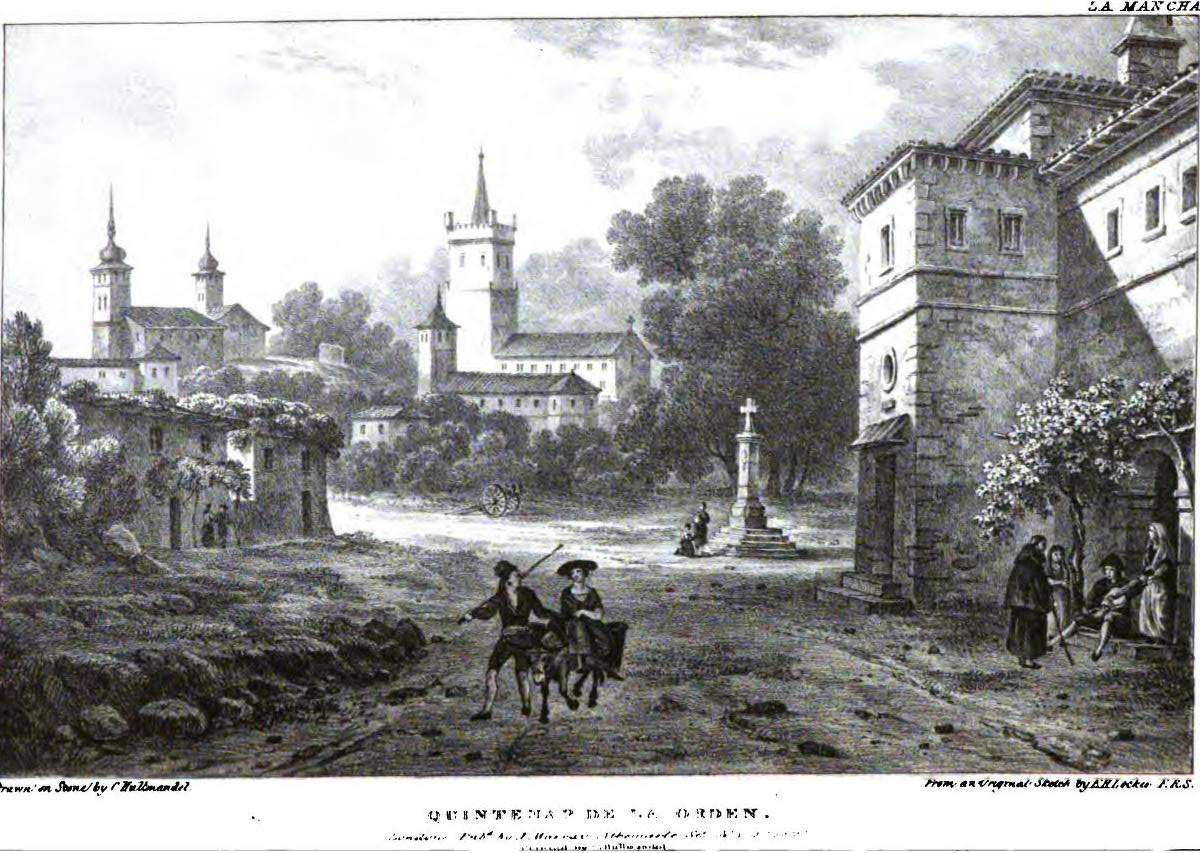
Quintanar de la Orden hacia 1824

La iglesia gótica, plateresca con torre de carácter defensivo, construida a partir de 1544, está dedicada a Santiago de la Espada, y tiene un artístico retablo traído en 1992 desde Tordesillas. Quintanar tuvo importante judería alrededor de su sinagoga, sobre la que se construyó la Ermita de la Piedad, Patrona de la Villa. Después de la sublevación de los moriscos, los de Almería y Granada fueron dispersados a tierras manchegas, instalándose aquí principalmente en el barrio del Toledillo, cercano a la ermita de San Sebastián, uno de los barrios más castizos del pueblo. Cuna y asentamiento de hidalgos, que ya existían en tiempos de Felipe II. Quintanar conserva varias casas blasonadas; la principal de ellas es la Casa de los Radas (1662), popularmente llamada Casa de Piedra cercana a la ermita de la Piedad, iglesia y casa consistorial.
Durante la Guerra de la Independencia los franceses tomaron y saquearon la población y estuvieron aquí de 1808 a 1812. Durante la primera guerra carlista, los quintanareños resistieron el ataque de las tropas adelantadas de Cabrera y no fue tomada, por lo que la Villa recibió el título de Muy Leal Villa en 1836, otorgado por Isabel II.
A finales del siglo XIX y principios del XX, tuvo un resurgir industrial notable, destacando los arrieros, que llevaron los productos manchegos a todos los rincones de España; utilizaban estos una jerga especial denominada calo, y a ellos se les dedica la llamada plaza de los Carros.

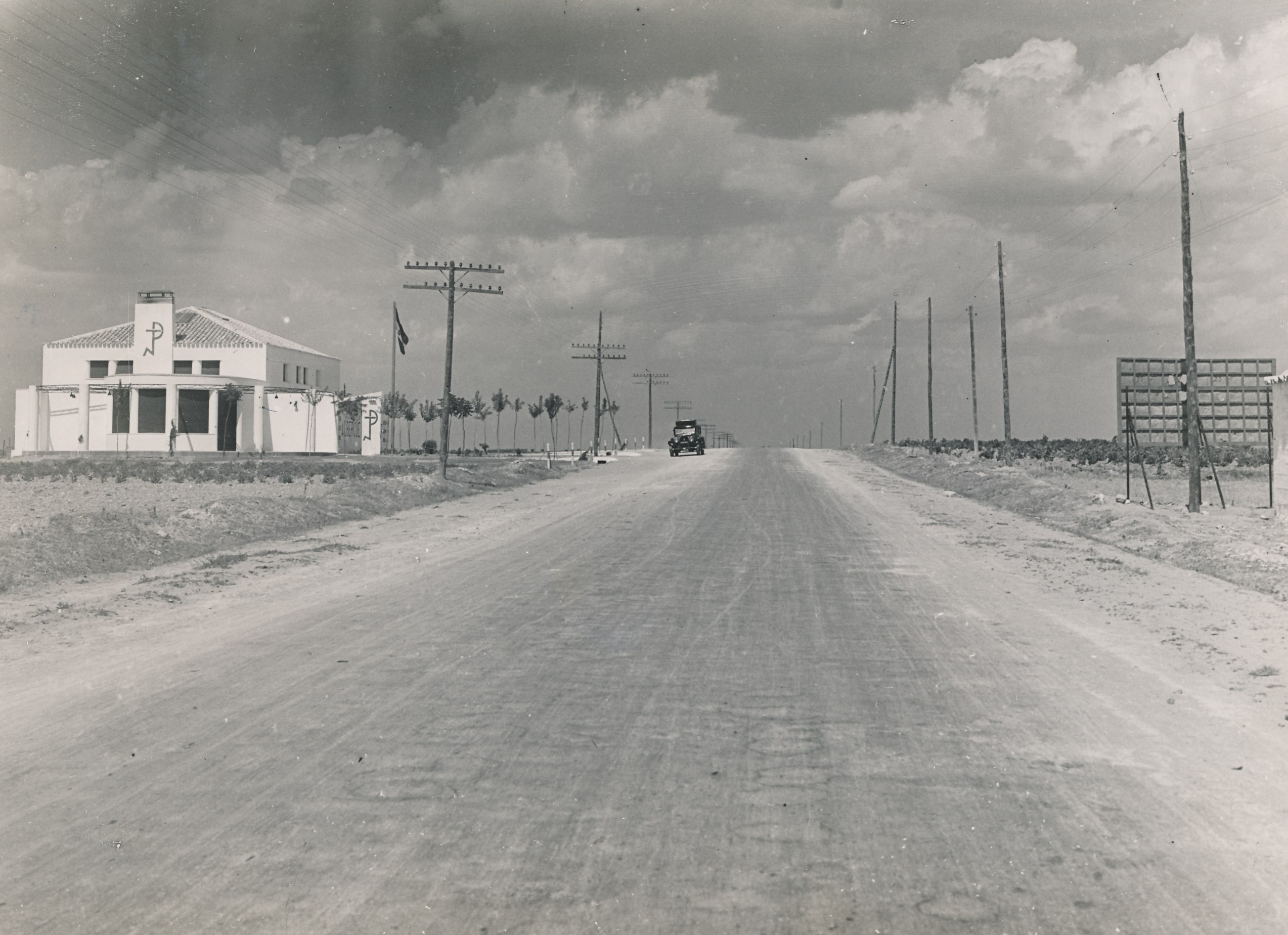
Albergue de carretera del Patronato Nacional de Turismo en Quintanar de la Orden (1937)

Desde 1909 el municipio contó con una conexión ferroviaria a través de la línea Villacañas-Quintanar de la Orden, cuyo trazado terminaba en la localidad, donde disponía de una estación de ferrocarril. Además de enlazar con otros municipios de la comarca, a partir de 1929 la línea permitió la conexión de Quintanar de la Orden con el resto de la red ferroviaria española. Este pequeño ferrocarril se mantuvo operativo hasta su clausura en 1985, siendo posteriormente desmantelado.

## Demografía
Cuenta con una población de 11 194 habitantes (INE 2024).
| Gráfica de evolución demográfica de Quintanar de la Orden entre 1842 y 2021                                           |
| |
| Población de derecho según los censos de población del INE. Población de hecho según los censos de población del INE. |

## Economía

### Evolución de la deuda viva

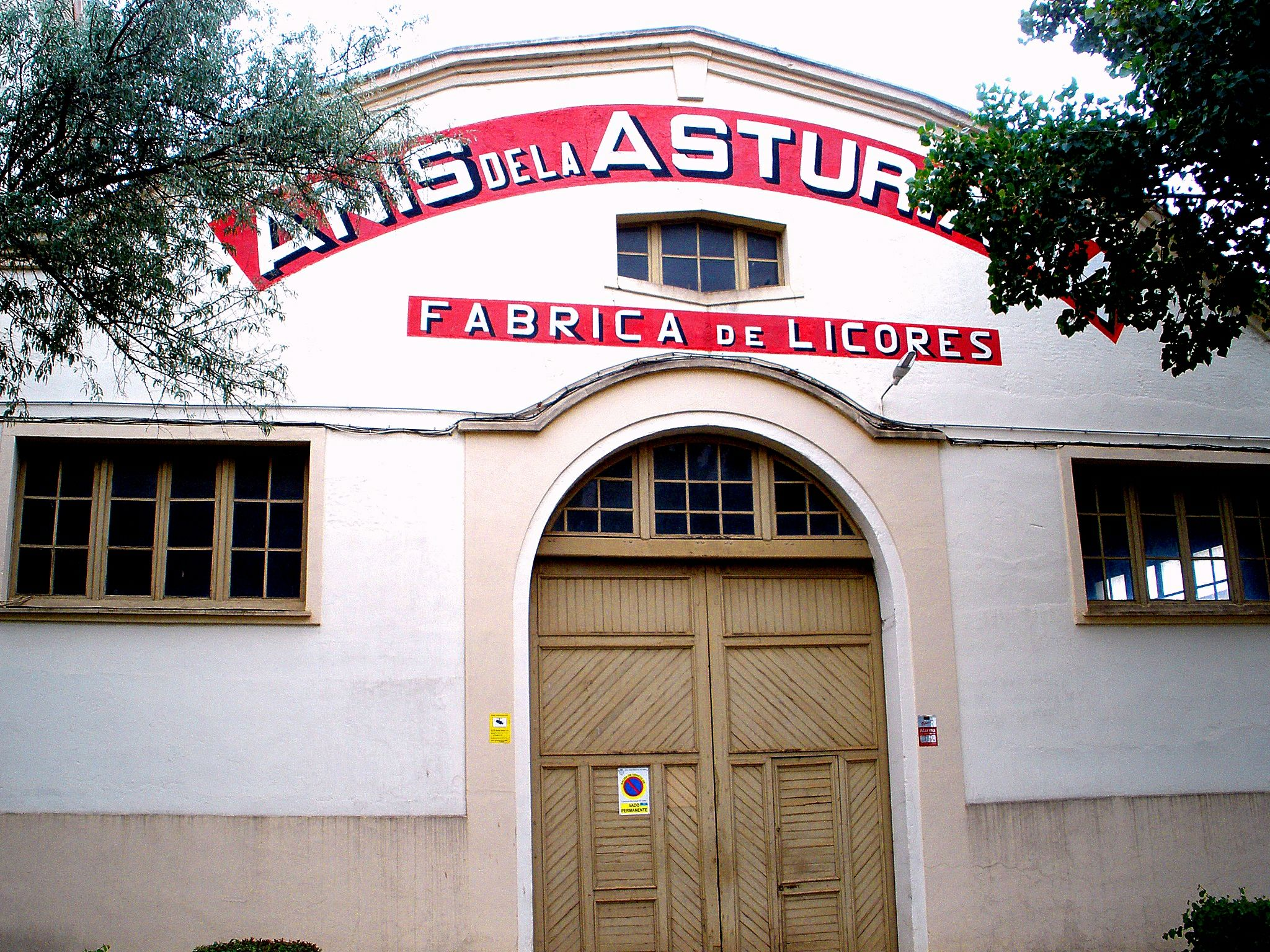
Fábrica de Anís de la Asturiana

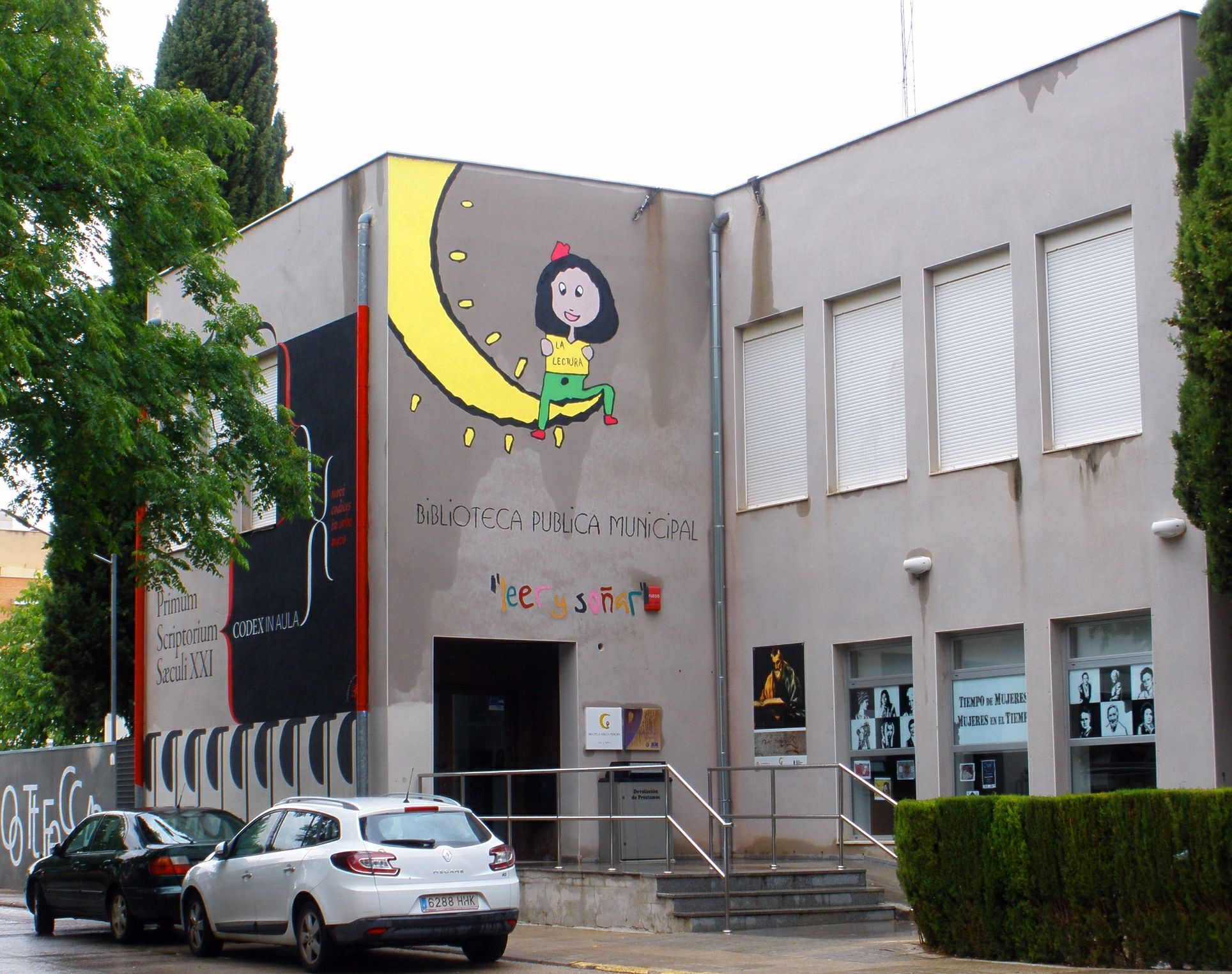
Biblioteca Municipal Leer y Soñar

El concepto de deuda viva contempla solo las deudas con cajas y bancos relativas a créditos financieros, valores de renta fija y préstamos o créditos transferidos a terceros, excluyéndose, por tanto, la deuda comercial. La deuda viva municipal por habitante en 2014 ascendía a 441,06 €.
| Gráfica de evolución de la deuda viva del ayuntamiento entre 2008 y 2014                             |
| |
| Deuda viva del ayuntamiento en miles de Euros según datos del Ministerio de Hacienda y Ad. Públicas. |

## Administración y política
| Periodo   | Nombre                                                                    | Partido |
| --------- | ------------------------------------------------------------------------- | ------- |
| 1979-1983 | Juan Rojo Vallejo                                                         | UCD     |

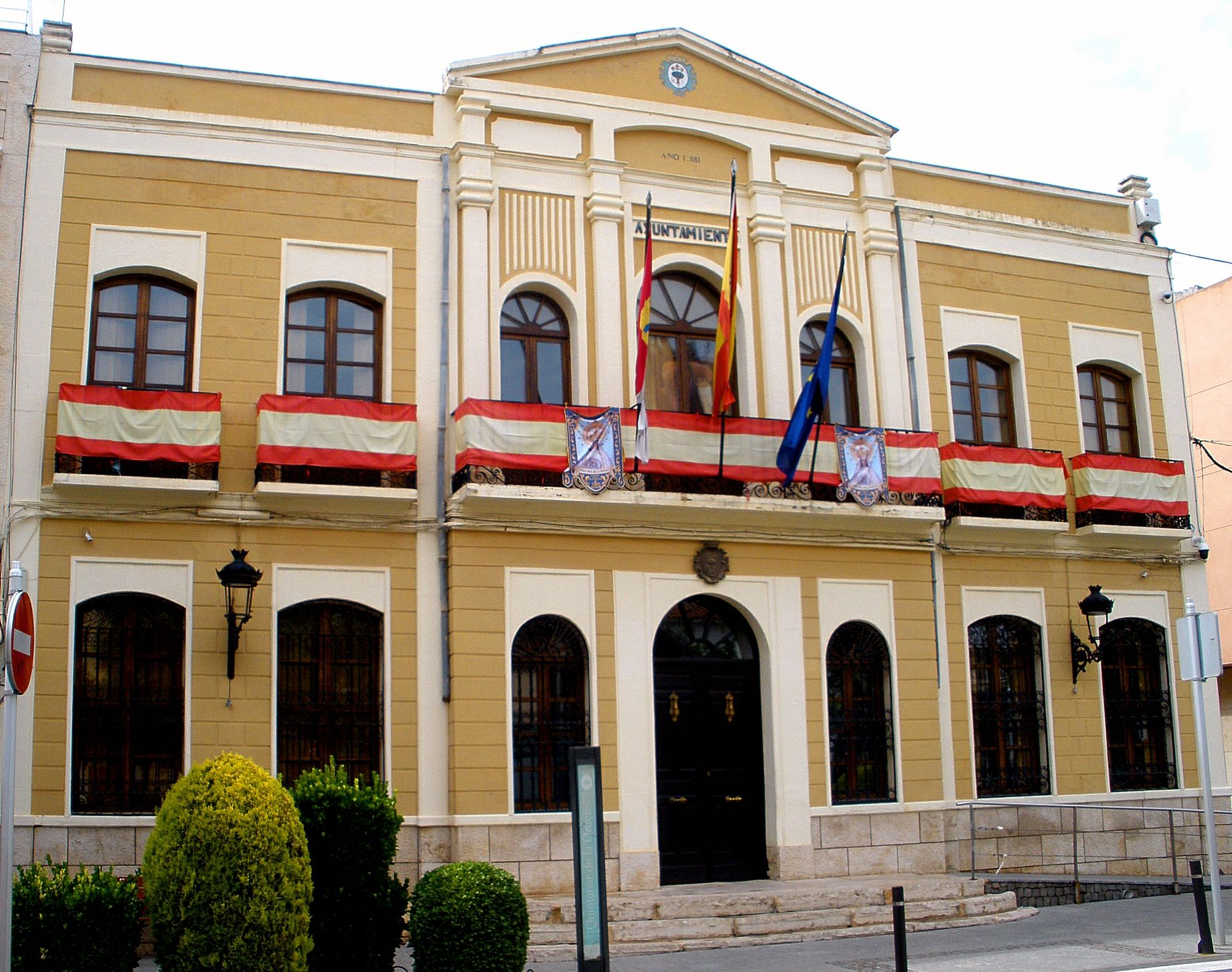
Ayuntamiento de Quintanar de la Orden, en la Plaza de España

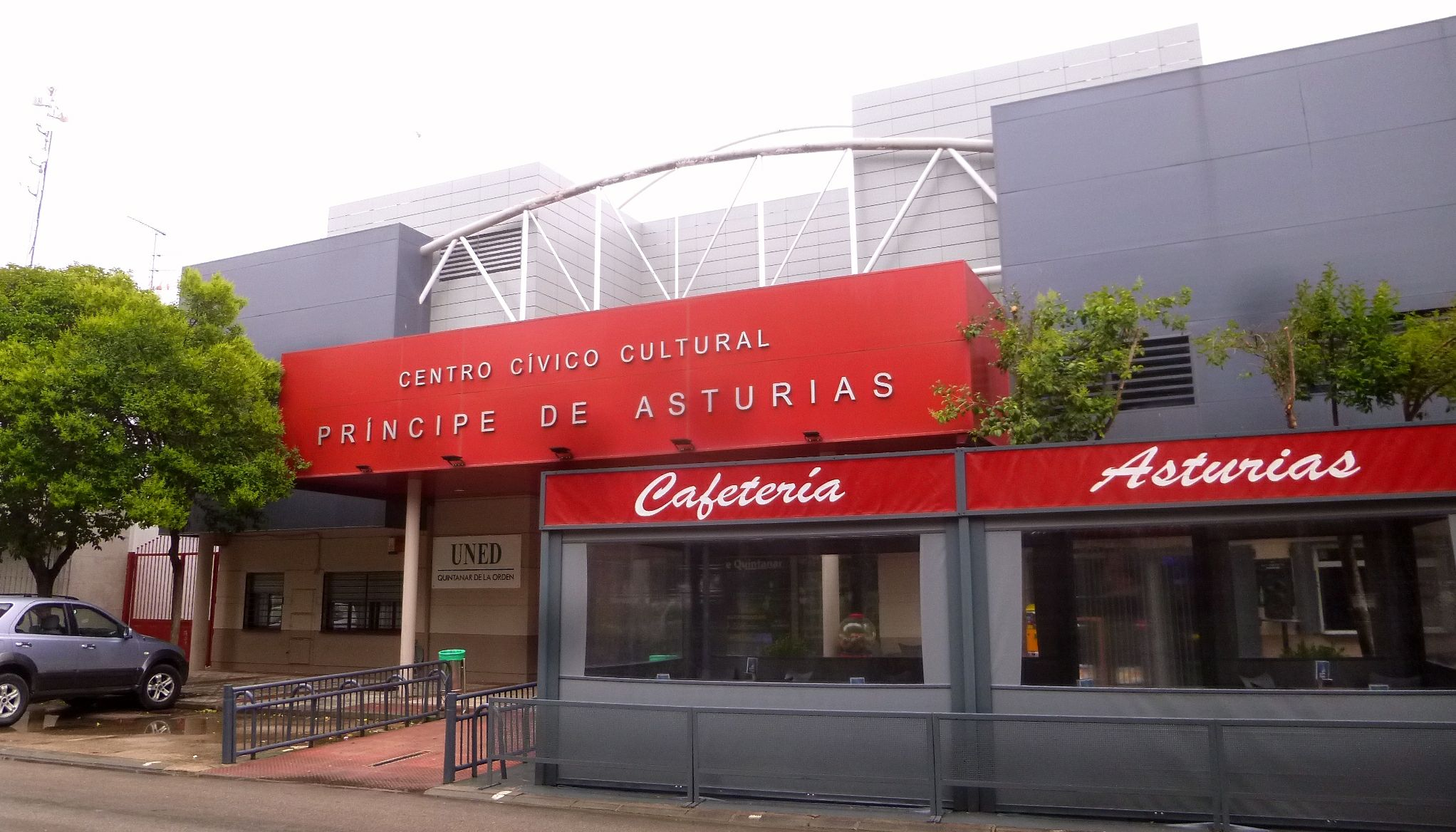
El Centro Cívico Cultural Príncipe de Asturias, inaugurado en 1991

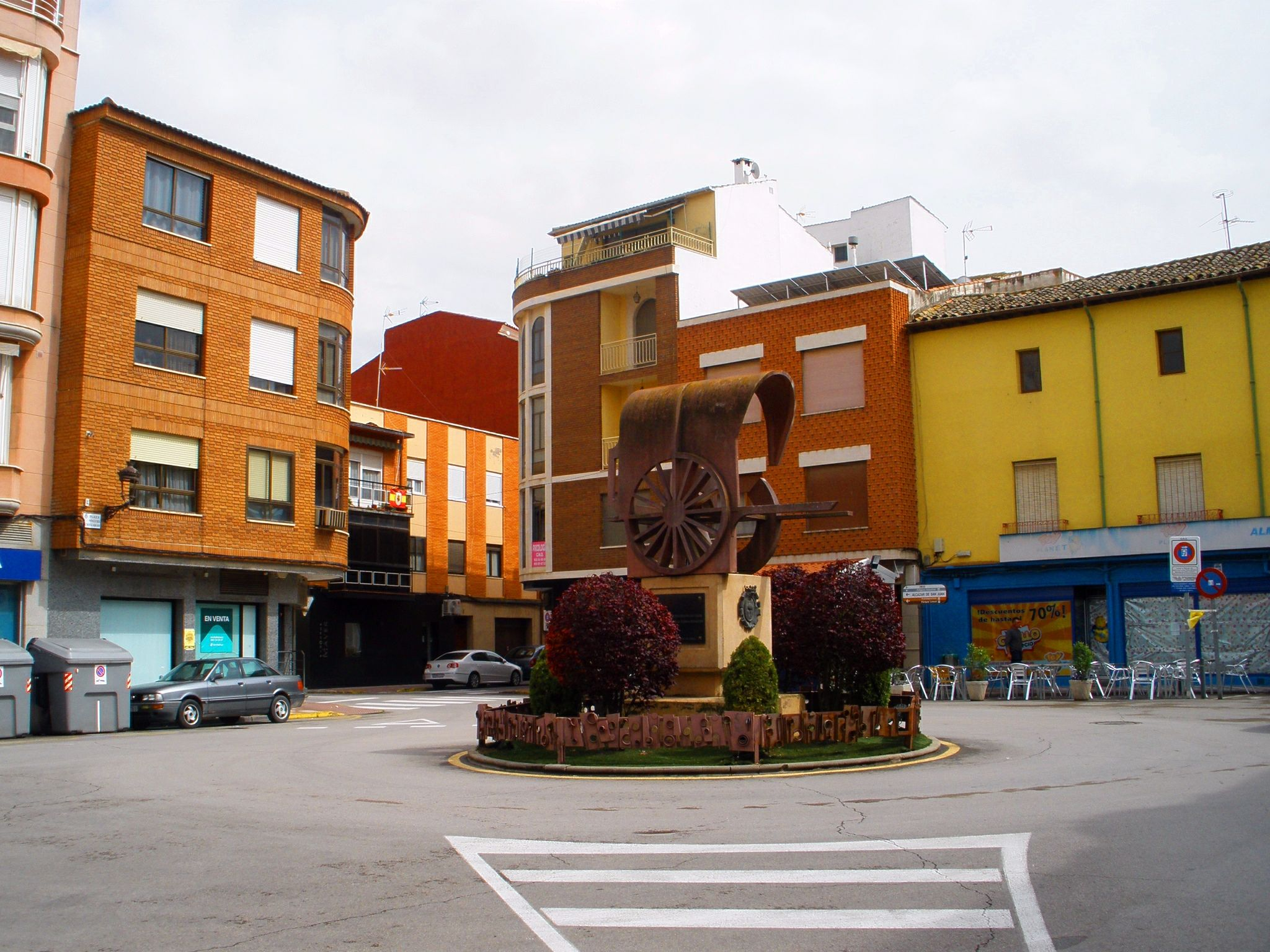
Plaza Miguel Echegaray y Monumento al Carro

| 1983-1987 | José Nieto Nuño de la Rosa                                                | CP      |
| 1987-1991 | Joaquín Fernández Pérez ("Tito")                                          | PP      |
| 1991-1995 | Manuel Goya Burgués                                                       | PSOE    |
| 1995-1999 | Carlos Alberto Madero Maqueda (18/12/1996) Manuel Goya Burgués            | PP PSOE |
| 1999-2003 | Carlos Alberto Madero Maqueda                                             | PP      |
| 2003-2007 | Francisco Javier Úbeda Nieto                                              | PSOE    |
| 2007-2011 | Francisco Javier Úbeda Nieto                                              | PSOE    |
| 2011-2015 | Carlos Alberto Madero Maqueda                                             | PP      |
| 2015-2019 | Juan Carlos Navalón López-Brea (20/12/2017) Carlos Alberto Madero Maqueda | PSOE PP |
| 2019-2023 | Juan Carlos Navalón López-Brea                                            | PSOE    |
| 2023-act. | Pablo Nieto Toldos                                                        | PP      |

| Elecciones municipales (28 de mayo de 2023) |                                    |       |       |            |
| Partido                                     | Candidato                          | Votos | %     | Concejales |
| PSOE                                        | Juan Carlos Navalón López-Brea     | 2.347 | 40,76 | 7          |
| PP                                          | Pablo Nieto Toldos                 | 2.164 | 37,58 | 7          |
| VOX                                         | Florencio Agustín Toldos Fernández | 958   | 16,63 | 3          |
| IU-PODEMOS                                  | Marco Antonio Moreno               | 202   | 3,5   | 0          |
| Fuente: Periódico EL PAÍS                   |                                    |       |       |            |

## Patrimonio

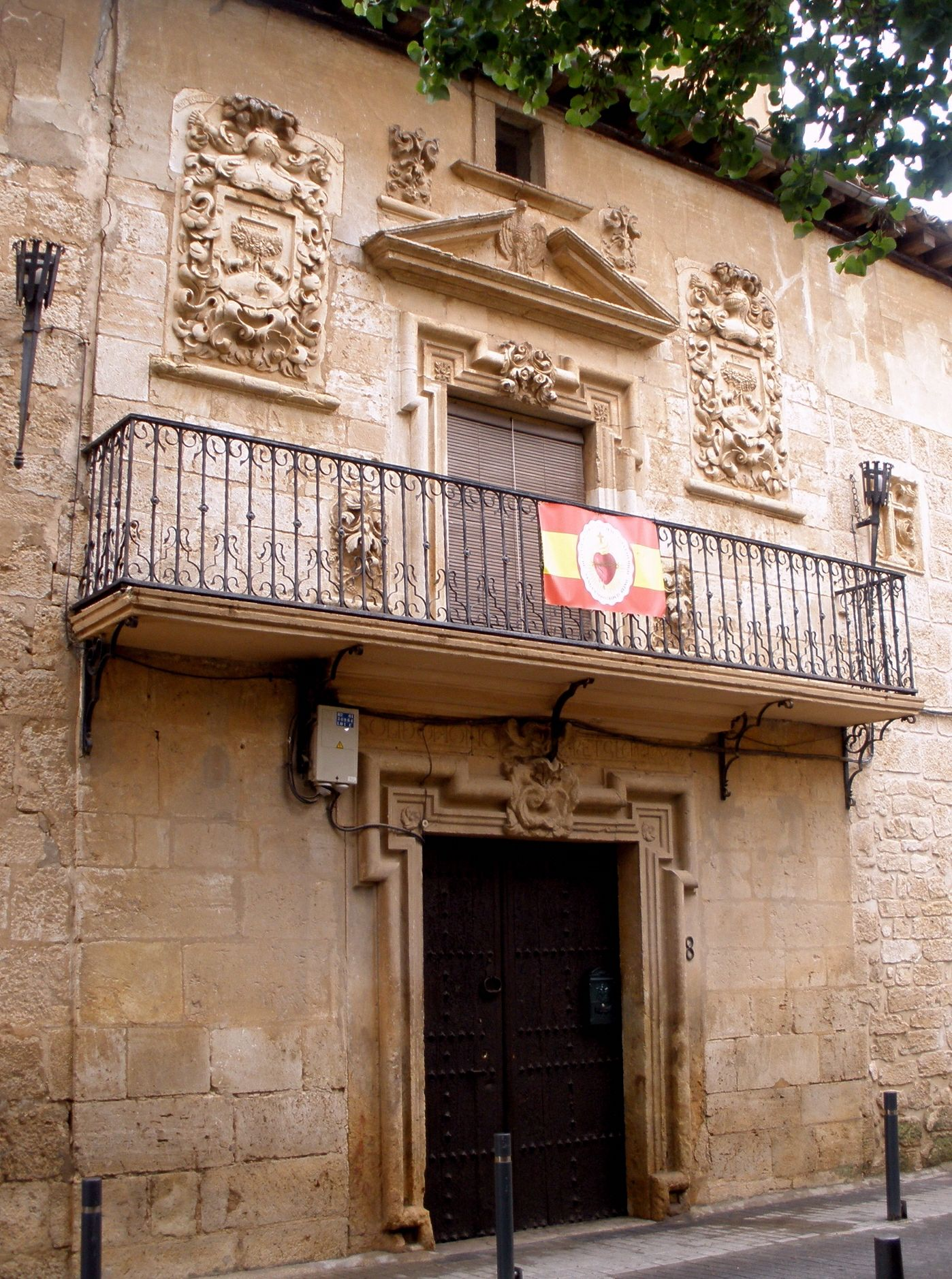
Casa del Virrey o Casa de la Piedra

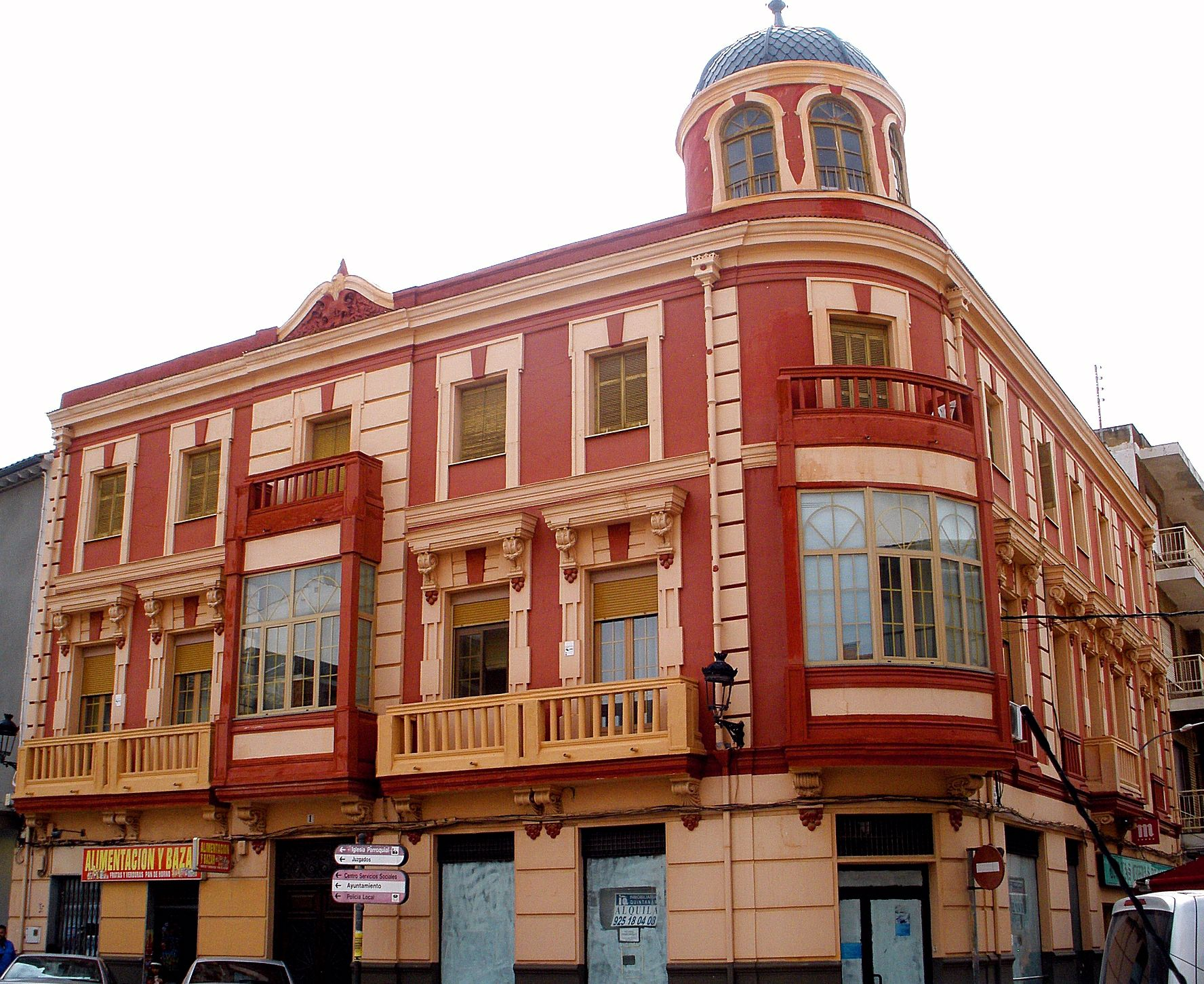
Casa Pic, edificio modernista en la Plaza de Miguel Echegaray o Plaza de los Carros

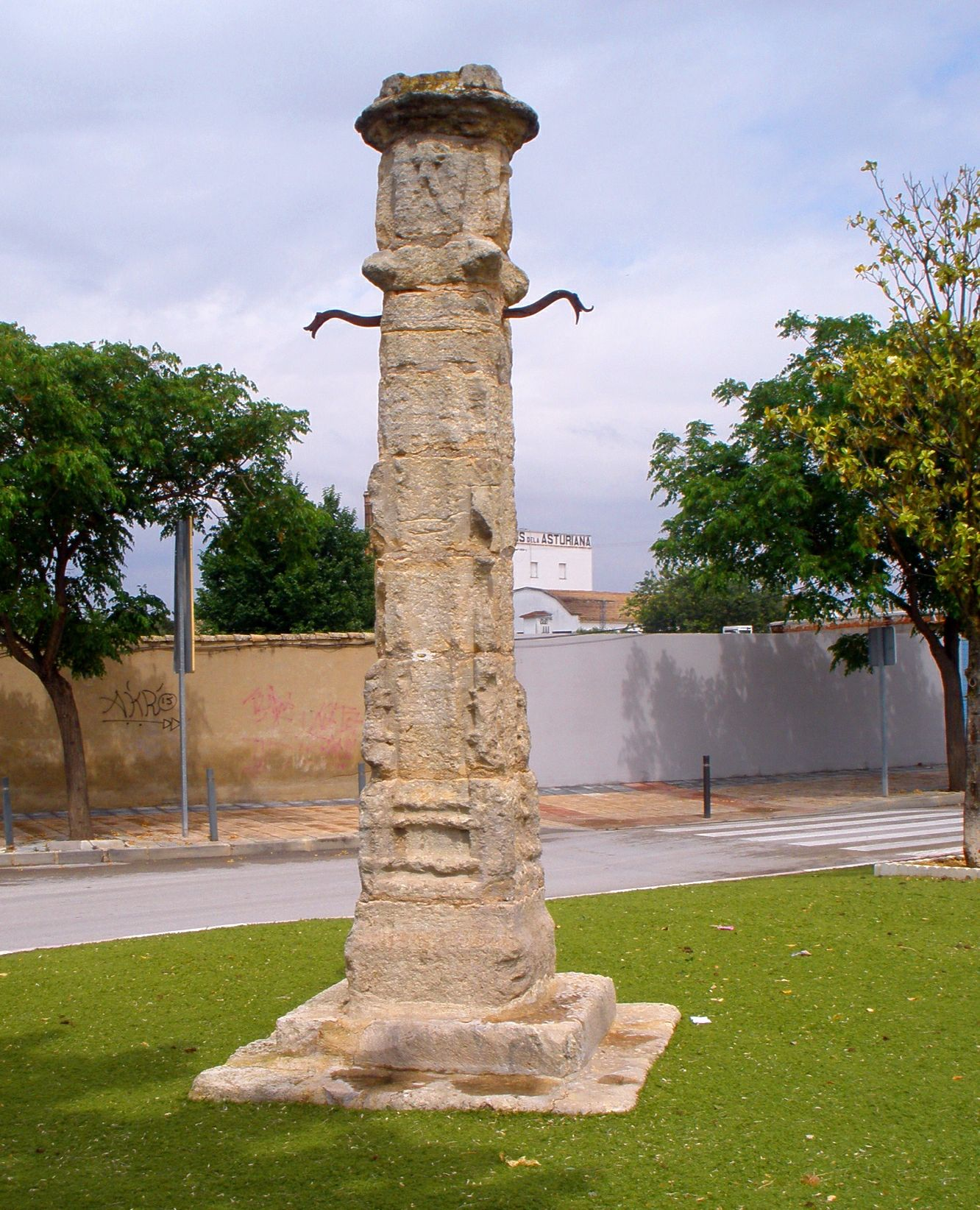
Rollo de justicia

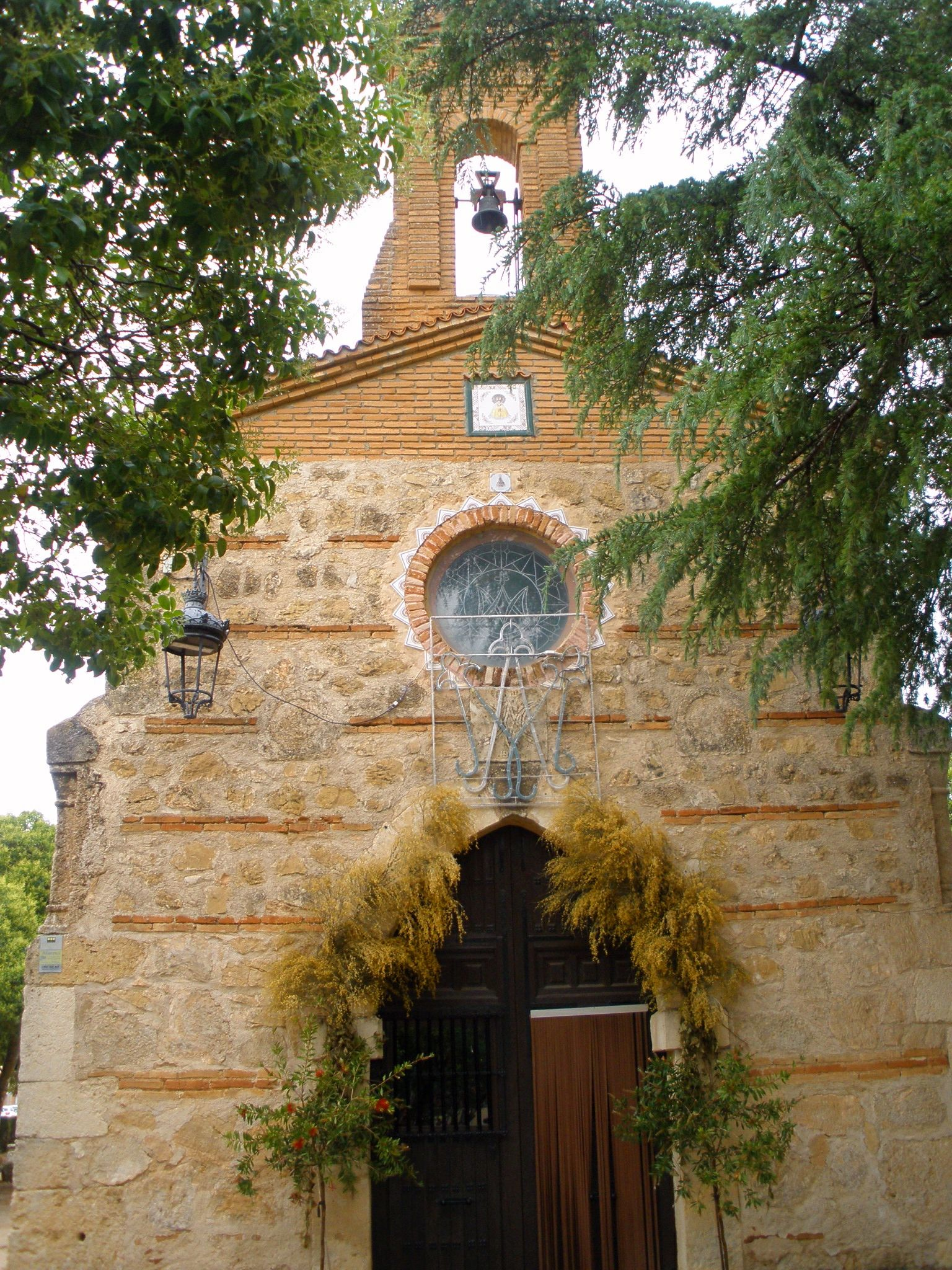
Ermita de Nuestra Señora de la Piedad

A destacar la ermita de la Virgen de la Piedad a las afueras de la localidad; la de San Antón en el barrio del mismo nombre, la de San Sebastián, en el conocido barrio del Toledillo (antiguo barrio morisco) y la ermita de Santa Ana, esta última cercana al rollo de justicia.
La iglesia parroquial de Santiago de la Espada, del siglo XV, representativa del gótico con elementos renacentistas. Además, el Santuario de Nuestra Señora de la Piedad, situado en la antigua judería, construido sobre lo que fue una sinagoga.
Digno de mención también es el Palacete de los Rada o Casa de Piedra, ejemplo de arquitectura típica del siglo XVIII. La plaza de toros de la localidad data del siglo XIX, inaugurada en 1879, de estilo neomudéjar, con las cuatro puertas de acceso en forma de arco en herradura. Por último, como ejemplo de arquitectura modernista, encontramos el edificio del Ayuntamiento.

## Fiestas
- Marzo-abril: Semana Santa Quintanareña, Pasión de un pueblo (Interés Turístico Regional)
- 15 de mayo: San Isidro (Fiesta Local)
- Domingo de Pentecostés: Fiesta de la Subida de la Virgen, Nuestra Señora de la Piedad (Fiesta Local)
- 25 de julio : Santiago Apóstol (Fiesta Local)
- 26 de julio: San Joaquín y Santa Ana (Fiesta del Barrio)
- 14-19 de agosto: Feria y Fiestas en honor a la Virgen de la Piedad
- 2º fin de semana de septiembre: Santísimo Cristo de Gracia (Fiesta Local)
- 22 de noviembre: Sta. Cecilia (Fiesta para los Músicos)

## Ciudades hermanadas
- Le Mans (Francia)